# Обрання гетьманом Данила Апостола у Глухові
Обрання гетьманом Данила Апостола у Глухові — урочиста церемонія, що проходила 1 (12) жовтня 1727 року у Глухові з метою відновлення імператором Російської імперії Петром II гетьманства у Лівобережній Україні та обрання на цю посаду 73-річного Данила Павловича Апостола під час Глухівського періоду в історії України

## Відновлення гетьманства
Після смерті (весною 1727 р.) імператриці Катерини І Російською державою став керувати 12-літній Петро II.
Малоросійська колегія була ліквідована, а управління Лівобережною Україною було підпорядковане Колегії іноземних справ.
22 липня 1727 р. було опубліковано указ російського імператора Петра II «Про порядок виборів на Лівобережній Україні гетьмана і старшини». Для здійснення виборів до Глухова був направлений таємний радник Федір Наумов.
Згідно з інструкцією Колегії іноземних справ, гетьманом повинен стати 73-річний миргородський полковник Данило Апостол «по старшинству и по заслугам и ради имеющего его у них кредиту».

## Церемонія обрання
У неділю 1 (12) жовтня 1727 року на Генеральній (великій) раді в Глухові новим гетьманом України був обраний миргородський полковник Данило Апостол.
Військо разом з бунчуковими, сотенною і полковою старшиною стояло колом на площі між Троїцьким собором, Миколаївською церквою та церквою Пророка Іллі. Грали музики.

### Чернігівський літопис[1]про церемонію
|  | "Сентеврія 31 дня перед святом Покрови пресвятої Богородиці, в день суботній, відправлений від пана міністра Наумова офіцер з котлами (барабанами) і з двома сурмачами рано оголошувати указ, щоб весь народ 1 октоврія рано, як сигнал з трьох гармат учиниться, збирався в місто на елекцію гетьманську. Офіцер з оголошенням того указу їздив по всьому місту Глухову, по фільварках і по полках Козацьких, у полі стоячих, б’ючи на котлах і на сурмах віват виграваючи. І того ж дня надвечір велено всіх полків полковим осавулам зібратися в місті для прийому місць, які від церкви Святого Миколи всім полкам, де якому стояти, розміряні і кілочками означені. А на свято Покрови пресвятої Богородиці і октоврія 1, як став світ, дано сигнал з міста пострілом з трьох штук армат. І стали всі полки в чотири лави зі зброєю і пішо на вказаних місцях від церкви святого Миколи колом, повз церкву ринкову Святого Пророка Іллі. А в тому полі від західних церковних микільських дверей стояв полк гарнізонний Глухівський солдатський, а від нього шеренгою стояли полки козацькі, а, замикаючи коло, від олтарної стіни стояв полк Миргородський. А при дверях церковних північних стояли архієреї, архімандрити та інші духовні. І всередині того ж кола, ближче до північних церковних дверей, поставлено стіл, сукном червоним накритий, і побіч нього спеціально зроблені східці дерев’яні. І побіля того столу оподаль поставлено кількох з оружжям солдат, для того щоб до столу народ не тиснувся. І таким строєм, чекаючим наступної церемонії, пройшла першою в коло військове карета шістьма кіньми, перед якою і за нею, і обапіль, окружно йшло по кілька солдат озброєних, а в ній сидів секретар міністра Наумова Непеїн і тримав на полумиску, тафтою червоною покритому, на такій же тафтяній подушці повноважну монаршу грамоту, і на тому вготованому столі поклав. По тому йшла музика військова, граючи віват з боєм на котлах, а за нею несено також на полумиску, тафтою червоною покритому, і на подушці печать срібную військовую, яку ніс пан Семен Чуйкевич і біля того столу тримав. Нарівні з печаттю, також на полумиску, тафтою покритому, ніс булаву гетьманську пан Іван Левенець. А за тими клейнодами несли також нарівні знаки військові: велику хоругву ніс пан Іван Манайлович, значок — пан Іван Гамалія, і бунчук — пан Федір Гречаний, а за тими знаками асистували реєнт з канцелярією і бунчукові. По всьому тому приїхав з великим оршаком в шестивіконній кареті багато вбраний вищезгаданий міністр пан Наумов разом з електором паном полковником миргородським. А за приїздом їх велено від усіх полків полковникам, старшині полковій і сотникам, також бунчуковим і значковим, і духовному чину приступити ближче до вказаного столу. І за тим приступили, ставши (той секретар, котрий віз монаршу грамоту) на столі підготовленому, прочитав ону грамоту всім вголос голосно, в котрій написано, що великий государ, його імператорська величність, Малу Росію і всі права малоросійського народу у всьому по тому неодмінно зберегти обіцяє як приступив з Військом Запорізьким під високу державну руку предків його величності попередній гетьман Богдан Хмельницький, і на його статтях дозволяє вільними голосами вибрати гетьмана, і які побори від колегії були знову поставлені, тим усім скасованими бути повелів, за що його імператорській величності всім військом дякували. По прочитанні тієї грамоти, став на тому ж столі сам пан міністр Наумов і запитав Війська, на всі сторони стоячого, старшину і чернь, і духовенство, кого хочуть гетьманом. І коли всі одноголосно вигукнули, даючи вотум на полковника миргородського Данила Апостола, він, пан міністр, ступивши зі столу, вручив нововибраному гетьману клейноди військові — печать і булаву. І знаменами військовими його покрили, і крикнули всі сильно, сильно, підійнявши шапку на посох вгору. І вдарили по всіх полках на котлах, і на трубах віват заграли. І як з дрібного оружжя по всіх полках троєкратно випалили, так і з армат міських огонь давали. І так новообраний гетьман Данило Апостол (вступивши на той же стіл, на якому читана монарша грамота, і вотум через пана міністра питано) дякував усьому війську, на всі сторони кланяючися, і пішов у церкве Святого Миколи на службу Божу і всі за ним, на елекції що були присутні, старшини, перші особи духовні і світські. По службі божій, і по молебні, і по присязі, коли йшов новообраний гетьман до дому гетьманського, віддавали йому честь від усіх полків боєм на котлах і гранням музики військової, а перед ним несено булаву за звичаєм, і за ним несено знамена військові, хоругв знак і бунчук гетьманський. І так цілий день вся старшина в домі гетьманськім приймована була, і з гармат на тріумф палили. Сей гетьман по смерті гетьмана Скоропадського (по прошествії п’яти літ і трьох місяців) став гетьманом, якому дай, боже, многія лєта. Богу ж всемогутньому, творящому дивнія чудеса, що скарав нас і помилував, та буде слава й хвала, подяка й поклоніння в нескінченні віки, амінь" |

## Учасники обрання
В центрі був поміст на якому стояли представник царя Федір Наумов та миргородський полковник Данило Апостол, а також інші полковники. Посеред майдану вже стояв стіл під червоним сукном.
Тут же глухівські старшини Іван Левенець, О. Міклашевський, Федір Гречаний та Г. Гамалія внесли на срібному блюді «тавтою червоною покрытое», царську грамоту та несли гетьманські клейноди: гетьманську булаву, корогву, бунчук і печатку. З названих — Іван Левенець та Федір Гречаний входили до складу лквідованої перед цим Першої Малоросійської колегії. http://uk.rodovid.org/wk/778040[недоступне посилання з квітня 2019]
Біля Миколаївської церкви стояли архієпископ київський Варлаам (Ванатович), єпископ Чернігівський Іродіон (Жураківський), п'ять архімандритів: печерський київський — Іонакій Сенютович; чернігівський — Герман (Кононович) Троєцький, і єлецький — Тимофій Максимович; новгородський — Ніл Березовський та ніжинський — Сава (Шпаковський). Вони та козаки тричі одностайно відповіли, що бажають обрати гетьманом Данила Апостола.
Федір Наумов проводив церемонію обрання гетьмана Лівобережної України. На питання у війська і старшини, кого вони хочуть бачити гетьманом, отримали відповідь: «Миргородського полковника Данила Апостола». І ще двічі, як того вимагала козацька традиція, міністр звертався до присутніх з тим самим запитанням. І чув ту ж відповідь. Тоді він звернувся до миргородського полковника: «Його імператорська величність по вільних голосах іменним своїм указом жалує тебе в гетьмани».
На честь новообраного гетьмана під звуки литавр і труб було проведено триразовий салют із гармат і стрілецької зброї. Піднявший на поміст, Апостол подякував всім і разом з сенатором, козацькою старшиною і духовенством попрямував в Миколаївську церкву на урочисте богослужіння.

## Умови діяльності гетьмана
Федір Наумов залишився при гетьмані, спочатку як міністр-резидент, а потім як таємний радник — апробоване вже раніше «царське око й вухо».
Також, для перестороги, як заручника до С-Петербурга було відправлено сина гетьмана — Петра Апостола. «Щоб гетьман не надумався зрадити Москву», — говорилось у царському наказі.